# 上海机场集团
上海机场（集团）有限公司（中文简称上海机场集团，简称AVINEX）是总部位于中国上海市的国有企业，于1998年5月28日经上海市人民政府批准成立，以经营管理上海市境内的民航机场（上海浦东国际机场、上海虹桥国际机场）为主要业务，该公司受上海市国有资产监督管理委员会监管。
上海机场集团的前身为1988年6月25日成立的独立经济实体上海虹桥国际机场（政企分离），1997年6月9日经工商局注册成立，实现公司化。该集团还拥有上市公司上海国际机场股份有限公司（简称为上海机场，上交所：600009）。

## 历史
1987年，上海民航实行“政企分离”的体制改革，原上海虹桥国际机场从民航上海管理局分离，成为独立的经济实体，并实行半年的试运营。1988年6月25日，经过政企分离后的上海虹桥国际机场正式对外宣布成立，殷文龙任首任总经理。同时，原民航上海管理局虹桥机场的土地、飞行区导航灯光地面保障系统、公共服务系统、生活服务系统相应划给虹桥机场经济实体，并根据实际情况组建了地面服务公司、候机楼管理部、汽车服务公司、机场管理部、旅客服务公司、开发公司、综合公司和广告公司等单位。
1993年，虹桥机场组建了机场航空服务公司，发展客货运代理业务，并利用外资，组建成立了翔申建筑装潢有限公司、虹达管理公司、天时电子电器有限公司、精工汽车维修中心有限公司、飞翔航空食品有限公司、虹港大酒店等单位。1996年底，虹桥机场被评为“上海市质量优秀企业”，并获得中国民航优质服务奖。
1997年2月，虹桥机场进行股份制改革，对现有的机构及资产实行重组。重组前的虹桥机场拥有19个职能部门、22家经营单位（包括子公司）。在重组过程中，将原属虹桥机场的候机楼管理部（含中日合作修建的机场客厅中方权益）、航空服务公司、实业发展公司、国际商贸公司、安全检查站、广告公司、医疗急救中心等7家单位的全部资产及相关负债投入到股份公司，其余的职能部门和经营单位，则保留在虹桥机场。重组后，虹桥机场组建“上海虹桥国际机场股份有限公司”（2000年更名为“上海国际机场股份有限公司”），主要业务为航空运输企业及其所承运的旅客提供候机楼设施保障和地面运输服务经营以及出租候机楼内航空营业场所、商场和餐厅等。其他职能部门和企业，则主要为航空运输企业提供飞机起降、滑行道设施、停机坪服务、飞行区维护及管理。
1997年6月9日，上海国际机场控股（集团）公司经工商局登记成立。股份公司和虹桥机场均为上海国际机场控股（集团）公司控股的独立法人。1998年2月18日，上海虹桥国际机场股份有限公司的股票在上海证券交易所A股市场上市。
1998年5月28日，经上海市人民政府批准，上海机场（集团）有限公司组建成立，由上海市国有资产监督管理委员会授权对上海市境内的民航机场（上海浦东国际机场、上海虹桥国际机场）的国有资产实施统一经营管理。
2003年，上海国际机场股份有限公司实施资产重组，虹桥机场相关资产被上海机场（集团）置换为浦东机场资产。这一资产重组引发了上市主体与股东间的同业竞争问题，至今尚未解决。

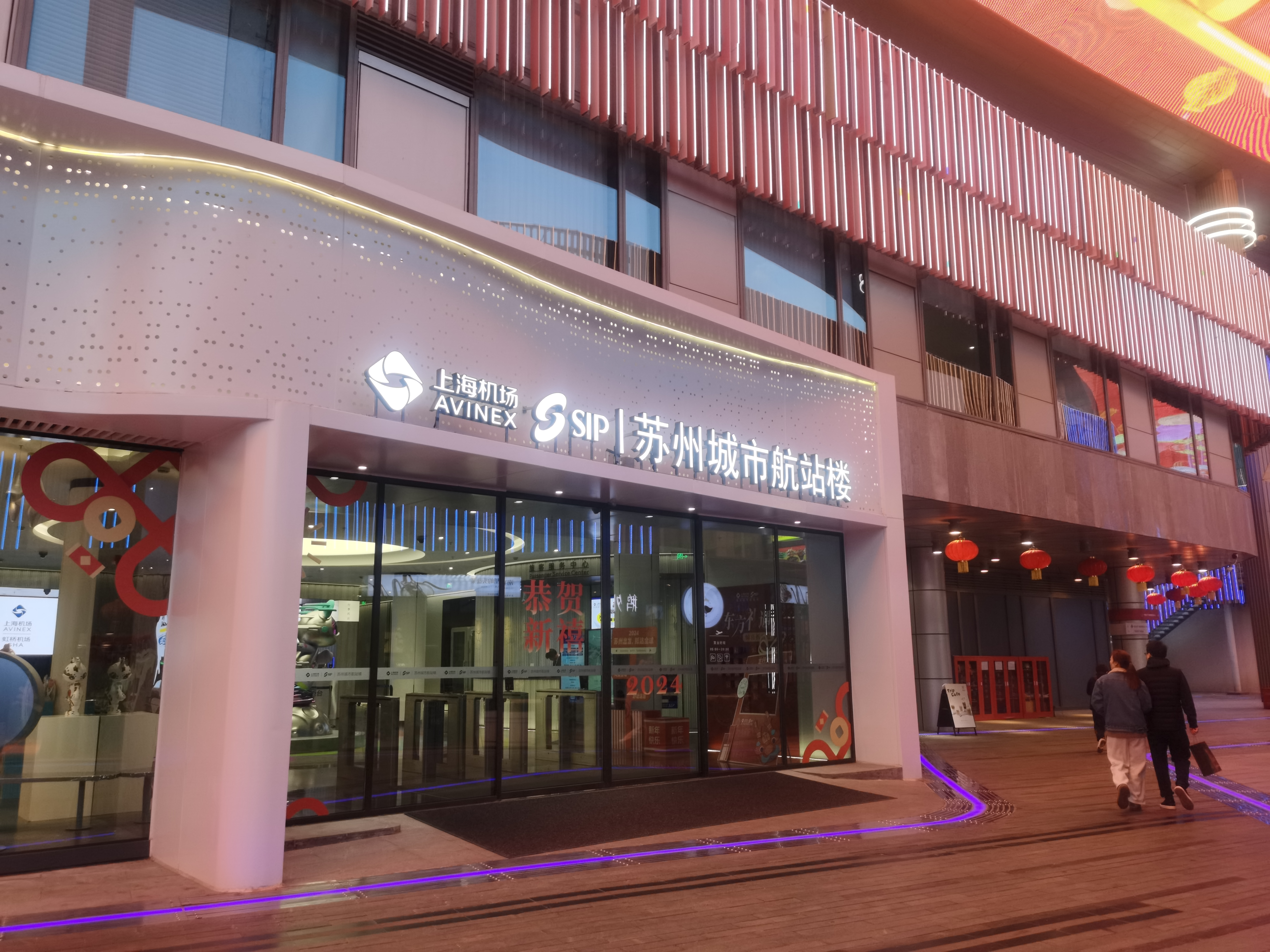
上海机场苏州城市航站楼

2021年6月9日，上海机场发布公告称，正在筹划以发行股份购买资产方式购买上海机场（集团）有限公司持有的上海虹桥国际机场有限责任公司100%股权、上海机场集团物流发展有限公司100%股权及上海浦东国际机场第四跑道相关资产。7月8日，上海举行新闻发布《上海国际航运中心建设“十四五”规划》。在空港建设方面，上海机场集团副总裁周俊龙表示，“十四五”期间将着力提高空港地面设施与集疏运保障能力，新建浦东机场T3航站楼。10月13日，苏同城互联互通项目签约仪式在苏州举行，上海机场集团与苏州工业园区管委会签署战略合作协议，正式启动上海机场苏州城市航站楼项目。2023年5月19日，上海机场苏州城市航站楼启用。

## 业务
上海机场集团的主要业务有航空客货运、贵宾服务、广告服务、航油服务、地面代理、配餐服务。2010年9月10日，公司获得长途客运站的经营牌照，允许机场范围内经营长途客运业务。

## 历年业绩
（1998年起）
| 年份   | 收入（人民币） | 参考资料 |
| ------ | -------------- | -------- |
| 1998年 | 6.35亿元       | [ 15 ]   |
| 1999年 | 7.48亿元       | [ 15 ]   |
| 2000年 | 8.68亿元       | [ 6 ]    |
| 2001年 | 11.57亿元      | [ 16 ]   |
| 2002年 | 13.71亿元      | [ 17 ]   |
| 2003年 | 17.77亿元      | [ 18 ]   |
| 2004年 | 23.52亿元      | [ 19 ]   |
| 2005年 | 26.81亿元      | [ 20 ]   |
| 2006年 | 29.55亿元      | [ 21 ]   |
| 2007年 | 31.44亿元      | [ 22 ]   |
| 2008年 | 33.51亿元      | [ 23 ]   |
| 2009年 | 33.38亿元      | [ 24 ]   |
| 2010年 | 41.86亿元      | [ 3 ]    |
| 2011年 | 46.11亿元      | [ 25 ]   |
| 2012年 | 47.16亿元      | [ 26 ]   |
| 2013年 | 52.15亿元      | [ 27 ]   |
| 2014年 | 57.51亿元      | [ 28 ]   |
| 2015年 | 62.85亿元      | [ 29 ]   |
| 2016年 | 69.51亿元      | [ 30 ]   |